# Temporada 1966-67 de l'NBA
La temporada 1966-67 de l'NBA fou la 21a en la història de l'NBA. Philadelphia 76ers fou el campió després de guanyar a San Francisco Warriors per 4-2, acabant amb el domini dels Boston Celtics que havien aconseguit vuit anells consecutius.

## Classificacions
- Divisió Est

| Equip                | V  | D  | %V   | P  |
| -------------------- | -- | -- | ---- | -- |
| Philadelphia 76ers C | 68 | 13 | ,840 | -  |
| Boston Celtics       | 60 | 21 | ,741 | 8  |
| Cincinnati Royals    | 39 | 42 | ,481 | 29 |
| New York Knicks      | 36 | 45 | ,444 | 32 |
| Baltimore Bullets    | 20 | 61 | ,247 | 48 |

- Divisió Oest

| Equip                  | V  | D  | %V   | P  |
| ---------------------- | -- | -- | ---- | -- |
| San Francisco Warriors | 44 | 37 | ,543 | -  |
| St. Louis Hawks        | 39 | 42 | ,481 | 5  |
| Los Angeles Lakers     | 36 | 45 | ,444 | 8  |
| Chicago Bulls          | 33 | 48 | ,407 | 11 |
| Detroit Pistons        | 30 | 51 | ,370 | 14 |

* V: Victòries
* D: Derrotes
* %V: Percentatge de victòries
* P: Diferència de partits respecte al primer lloc
* C: Campió

## Estadístiques
| Categoria                   | Jugador          | Equip                  | Mitjana/% |
| --------------------------- | ---------------- | ---------------------- | --------- |
| Punts per partit            | Rick Barry       | San Francisco Warriors | 35,6      |
| Rebots per partit           | Wilt Chamberlain | Philadelphia 76ers     | 24,2      |
| Assistències per partit     | Guy Rodgers      | Chicago Bulls          | 11,2      |
| Percentatge de tirs de camp | Wilt Chamberlain | Philadelphia 76ers     | 68,3      |
| Percentatge de tirs lliures | Adrian Smith     | Cincinnati Royals      | 90,3      |

## Premis
- MVP de la temporada
  -  Wilt Chamberlain (Philadelphia 76ers)

- Rookie de l'any
  -  Dave Bing (Detroit Pistons)

- Entrenador de l'any
  -  Johnny Kerr (Chicago Bulls)

- Primer quintet de la temporada
  - Wilt Chamberlain, Philadelphia 76ers
  - Oscar Robertson, Cincinnati Royals
  - Jerry West, Los Angeles Lakers
  - Elgin Baylor, Los Angeles Lakers
  - Rick Barry, San Francisco Warriors

- Segon quintet de la temporada
  - Hal Greer, Philadelphia 76ers
  - Jerry Lucas, Cincinnati Royals
  - Bill Russell, Boston Celtics
  - Sam Jones, Boston Celtics
  - Willis Reed, New York Knicks

- Millor quintet de rookies
  - Jack Marin, Baltimore Bullets
  - Dave Bing, Detroit Pistons
  - Erwin Mueller, Chicago Bulls
  - Lou Hudson, St. Louis Hawks
  - Cazzie Russell, New York Knicks